# Ходеев, Петр Филиппович
Петр Филиппович Ходеев (родился 5 января 1942, совхоз Муром, СССР) — советский и казахстанский государственный деятель, аким города Петропавловска (1993—2001).

## Биография[1]
Родился 5 января 1942 г. в с. Муром Шебекинского района Белгородской области (РФ), русский. Женат, имеет дочь и сына.
Окончил Харьковский инженерно-строительный институт (1959—1964 гг.), Академию общественных наук при ЦК КПСС (1986 г.), инженер-строитель.

## Трудовая деятельность[2]
В 1964—1966 работал мастером Пресновского СМУ, прорабом, главным инженером Пресновской передвижной механизированной колонны треста «Совхозсельстрой-15».
В 1968—1974 — главный инженер, начальник Петропавловской передвижной механизированной колонны № 8 производственного управления сельского строительства.
В 1974—1975 гг. — заместитель председателя Петропавловского горисполкома.
В 1975—1981 гг. — заведующий отделом коммунального хозяйства Северо-Казахстанского облисполкома.
В 1981—1992 гг. — первый заместитель председателя Северо-Казахстанского облисполкома.
В 1992—93 гг. — заместитель главы Северо-Казахстанской областной администрации.
В 1993—1995 гг. — глава Петропавловской городской администрации.
В 1995—2001 гг. — аким города Петропавловск.
В 2001—2002 гг. — начальник департамента по организации и контролю государственных закупок СКО.
С 2002 г. на пенсии, проживает в РФ.
Награжден орденами Трудового Красного знамени, «Знак почета» дважды, медалями.